# Shigeru Kasahara
Shigeru Kasahara (笠原 茂 (?); 11 giugno 1933 – 1990) è stato un lottatore giapponese, specializzato nella lotta libera.

## Palmarès

### Olimpiadi
- 1 medaglia:
  - 1 argento (Melbourne 1956 nei 67 kg)

### Giochi asiatici
- 1 medaglia:
  - 1 oro (Manila 1954 nei 62 kg)